# Вељко Дугошевић
Вељко Дугошевић (Рума, 13. август 1910 — Нересница, код Кучева, 18. новембар 1941) био је учитељ, учесник Народноослободилачке борбе и народни херој Југославије.
Након завршетка Учитељске школе у Сомбору, радио је неколико година као учитељ у селу Радња, код Кавадраца и Ранилуг, код Гњилана. Године 1937. је напустио учитељску службу и почео да студира на Вишој педагошкој школи у Београду. Током студија 1939. године је примљен у чланство тада илегалне Комунистичке партије Југославије (КПЈ). Био је један од организатора и руководилаца Учитељског удружења „Вук Караџић“, које је окупљало политички активне учитеље, а такође је био и члан Редакције часописа „Учитељска стража”.
Непосредно пред почетак Другог светског рата, заједно са супругом Наталијом добио је учитељску службу у селу Турији, код Кучева истовремено политички делујући у Београду и Пожаревцу. Након окупације Југославије, 1941. године, активно је радио на организовању Народноослободилачког покрета (НОП) и учествовао у првим оружаним акцијама. Учествовао је у формирању првих партизанских група и био најпре командант Звишког партизанског одреда, а од септембра 1941. године командант Пожаревачког партизанског одреда. Под његовом командом, одред је ослободио велику територију на подручју пожаревачког округа, а учествовао је и у ослобођењу Петровца, Кучева, Голупца, Жагубице и др.
У току Прве непријатељске офанзиве, половином новембра 1941. године, Штаб Пожаревачког одреда се из Кувечва повукао ка Хомољским планинама. У селу Нересници Штаб је 18. новембра 1941. године био изненађен и опкољен од стране јаких недићевских и четничких снага Косте Пећанца. Штитећи одступницу одреда, Вељко је погинуо са аутоматом у рукама. У знак сећања на првог команданта Пожаревачки партизански одред је носио његово име.
За народног хероја проглашен је 9. маја 1945. године.

## Биографија

### Школовање
Рођен је 13. августа 1910. године у Руми. Био је најмлађе дете у породици Андрије и Милке Дугошевић, који су поред њега имали четири ћерке и сина Јована. Вељков отац Андрија Дугошевић (1872—1917), био је лимарски радник и имао је своју занатску радњу. За време Првог светског рата је био мобилисан и трагично је страдао 1917. године у судару возова у Београду, у близини железничког моста на Сави. Његова мајка Милка, рођена је 1880. године у месту Глина, у Лици.
У основну школу у Руми, пошао је 1916. године са шест година и овде је завршио два разреда. Пошто је након погибије оца породица запала у тешко материјално стање, Вељкова најстарија сестра Ана, која је од 1918. године радила као учитељица у селу Таково, код Горњег Милановца, преузела је на издржавање Вељка и сестру Јулку, који су овде завршили основну школу. Након завршетка школе, Вељко се вратио у Руму, где је завршио први и други разред Румске гимназије. Септембра 1924. године Вељко је поново отишао код сестре Ане у Таково, где је постао ванредни ђак Горњомилановачке гимназије. Током боравка у Такову, слободно време је проводио са ученицима и помагао је и сестри у учитељском послу и припремању гимнастичких вежби и школских приредби. На овај начин је заволео учитељски позив и одлучио да након завршетка гимназије упише учитељску школу.
Након положеног четвртог разреда гимназије, Вељко је 1926. године уписао Учитељску школу у Сомбору. Заједно са својим гимназијским другом из Руме Ђоком Мандићем и Душаном Вукасовићем становао је приватно у Сомбору. У четвртом разреду Ђока, Душан и Вељко су постали активни у раду литерарне школске дружине, а на Вељков предлог Ђока Мандић је био изабран за председника дружине. За време школовања, Вељко се бавио и проучавањем филозофије. Учитељску школу је завршио 1931. године.

### Учитељска служба
После завршене Учитељске школе, прву учитељску службу је добио 1932. године у селу Радња, код места Кавадарци. У забитом селу на југу Македоније Вељко је имао доста посла, не само у раду са ђацима, већ и на просвећивању сељака. Сво слободно време проводио је са сељацима давајући им савете како да обрађују земљу, негују стоку, уреде кућу и др. Одмах по доласку Вељко је приметио да сељаци немају кревете у кућама и да спавају на поду посутим сламом. Саветовао их је да направе дрвене кревете, а пошто га нико није послушао, он је преко једног грађевинског предузећа набавио материјал и са ђацима направио неколико кревета који су подељени ђацима. Ова акција је имала великог успеха и сељаци су почели да сами праве кревете, а Вељко је постао вољен и цењен учитељ.
Поред рада на просвећивању сељака, Вељко је окупљао и учитеље из суседних села. Он је са собом у Македонију донео и доста својих књига, од којих је формирао школску библиотеку, а имао је и књиге о марксизму, које су тада биле забрањене. Ове књиге је читао својим колегама на дружењима и заједничком читању, које је организовао викендом. Његова мини библиотека, коју је често носио у ранцу почела је да кружи и по суседним селима, па су следећи његов пример, покретне библиотеке прихватили и други млађи учитељи овог краја. Заједничка окупљања Вељко је користио да својим колегама јавно износи критику на рачун владајућег режима. Непосредно пред парламентарне изборе 1935. године, активирао се на политичком плану иступајући у јавности против владајуће листе Богољуба Јевтића и подржавајући листу Удружене опозиције. У политичком раду му се придружила колегиница из суседног села Наталија Николић, која је била родом из Неготина. Политички рад, али и слични погледи на живот су их приближили па су се исте године венчали.
Власт кавадарског среза је у Вељковом „просветно-политичком” раду видела опасност по режим, па је након његовог активног учешћа у предизборним активностима срески начелник тражио од Министарства просвете да се Вељко и Наталија преместе у други срез. На почетку нове школске 1935/36. године они су добили нову службу у селу Ранилуг, код Гњилана на Косову. Доласком у нову средину, Вељко је наставио своју „просветно-политичку“ делатност, с тим што је у овај посао активно укључио и остале учитеље. Посебну пажњу поклонио је раду са Албанцима, међу којима је стекао доста пријатеља. Код других учитеља је развио интересовање да се узајамно посећују и да по групама изучавају марксизам. Након две године поведене на Косову, Вељко и Наталија су одлучили да прошире своје стручно педагошко знање, па су напустили учитељски позив и уписали Вишу педагошку школу.

### Студије и политички рад
Године 1937. Наталија и Вељко су дошли у Београд и уписали Вишу педагошку школу. Поред студија, Вељко се активно бавио политичким радом. Овде се повезао са учитељима-комунистима и с њима радио на организовању културно-просветног покрета младих учитеља. Резултата њиховог рада било је организовање Учитељског друштва „Вук Караџић”, које је окупљало политички активне учитеље и кроз разне форме рада учитељима-левичарима пружала могућност проширивања знања из учења Маркса, Енглеска и Лењина. За време школских распуста током 1938. и 1939. године учитељско друштво је организовало „летње колоније“, а зими „педагошке недеље“, који су у ствари, били курсеви за изучавање марксизма и на којима су се, као предавачи, појављивали касније истакнути револуционари. Вељко је активно учествовао у припреми програма ових педагошких семинара. Поред осталих активности, био је и члан Редакције часописа „Учитељске страже“, који је служио за ширење комунистичких идеја међу учитељима. Због свог активног политичког рада, Вељко је 1939. године био примљен у чланство тада илегалне Комунистичке партије Југославије (КПЈ).
Иако је био добар студент, Вељко због политичке активности није стизао да редовно припрема испите на Вишој педагошкој школи. По одлуци КПЈ, Вељко и Наталија су 1939. године напустили студије и Министарству просвете су поднели молбу за добијање учитељске службе. Нову службу добили су у селу Турији, на путу између Кучева и Пожаревца. Одмах по доласку у нову средину они су развили живу просветитељску активност и брзо су добили симпатије како ученика, тако и осталих мештана села. Наталија је уз помоћ родитеља ученика организовала ђачку кухињу, а организовала је и домаћичке курсеве за девојке. Вељко је у слободно време окупљао мештане и са њима разговарао о светској политичкој ситуацији, желећи да им укаже на опасност фашизма. Као и у ранијим срединама, Вељко је и овде окупљао учитеље из околних села и настојао је да их укључи у Учитељско друштво „Вук Караџић”. Он које су се укључили у ово друштво, водио је са собом на политичке семинаре, где су ширили своја сазнања о марксизму.
Током боравка у Турији, повезао се са партијском организацијом у Пожаревцу и од октобра 1940. године је био члан Окружног партијског повереништва, које је тада формирано. Поред њега чланови овог повереништва су били — Света Станојевић, Божидар Димитријевић Козица, Богољуб Стојановић, Миле Богдановић, Радисав Цвејић и Драга Павловић. Као учитељ, слободно је путовао по целом звишком срезу, а често је по задацима КПЈ путовао у оближња места и Београд. Због окупљања сељака којима је говорио о савременој пољопривреди, али и политичким дешавањима, као и организовања културних приредби сеоске омладине, Вељко је био опомињан од стране среског начелника из Кучева.

### Устанак и прве акције
Након војног пуча и смењивања Владе Цветковић-Мачек, 27. марта 1941. године, Вељко је као резервни официр био мобилисан у Југословенску војску. Кратко је учествовао у Априлском рату, али пошто се након првих налета немачких снага његова јединица распала, он је успео да избегне заробљавање и вратио се у Турију. Са собом је понео и неколико пушака, а пошто је у својој јединици био интендантски официр, из рата се вратио са већом количином новца, који је искористио за организовану куповину оружја. Део прибављеног оружја, Вељко је у договору са сеоским свештеником Томом Ракчевићем, сместио у склониште које су њих двојица изградили испод пода сеоске цркве. Првих дана окупације Југославије, Вељко је саветовао и друге сељаке, који су се вратили наоружани из војске да склоне своје оружје. Такође, он је од почетка вршио акцију за формирање и ширење Народноослободилачког покрета (НОП) у Звижду.
Пред празник рада 1. маја 1941. године, у име кучевске партијске организације Вељко је написао првомајски проглас у коме је објаснио узорке брзог слома Југославије, али и политику окупатора. Након напада на Совјетски Савез, 22. јуна и доношења одлуке руководства КПЈ о покретању устанка, 4. јула 1941. године, Проглас ЦК КПЈ са позивом на устанак на Хомоље је донео Божидар Димитријевић Козица. Одмах након тога Вељко и Наталија су окупили локалне чланове КПЈ и организовали растурање летка са позивом на устанак у Кучеву и околним селима. Половином јула, у близини Кучева је у присуству инструктора Покрајинског комитета КПЈ за Србију Моме Марковића, одржан проширени састанак Окружног комитета КПЈ за Пожаревац, на коме је донета одлука о дизању устанка у пожаревачком крају. Овом састанку је присуствовало и неколико жена, међу којима и Наталија Дугошевић.
Након састанка ОК КПЈ за Пожаревац, били су формирани посебни окружни комитети, међу којима и Окружни комитет КПЈ за Кучево, који је обухватао територију звишког, голубачког и рамског среза. За секретара овог комитета је био одређен Божидар Димитријевић, који је крајем јула заједно са Момом Марковићем дошао у Турију. Они су овде одржали састанак са локалним комунистима, као и групом чланова и симпатизера КПЈ, које партијска организација из Пожаревца, упутила у партизане. На овом састанку је донета одлука о формирању Звишког партизанског одреда, а за његовог команданта је био одређен Вељко Дугошевић. Прва група од 12 бораца, почетком августа 1941. године се окупила на Црном врху, између села Снеготин и Ракова Бара, где су најпре савладавали кратку војну обуку.
Једна од првих акција звишких партизана изведена је 10. августа када су у селу Добра, код Голупца разоружали жандармеријску патролу и запалили општинску архиву, а потом одржали народни збор, после кога је у партизане ступило неколико бораца. Слична акција је била изведена и у селу Брњици. Неколико дана касније, 21. августа извршено је минирање железничког моста преко Пека, између села Љешнице и Мишљеноваца, који је у овој диверзији био само оштећен. Сутрадан 22. августа извршен је напад на село Љешницу, где је разоружана жандармеријска станица. Након првих партизанских акција, сви жандарми су повучени у среска места Кучево и Велико Градиште, па је одлучено да се изврше напади на ова места. Најпре су са Јагошем Живковићем, командиром жандармеријске станице у Кучеву, вођени преговори око предаје, али пошто су они пропали, партизани су 23. августа извршили напад на Кучево. Пошто жандарми нису пружали отпор, били су брзо разоружани, а након ослобођења, био је сазван народни збор, коме је присуствовало и доста света из околних села, јер је био пазарни дан. Један од говорника на скупу је био и командант одреда Вељко Дугошевић, који је народ позвао у борбу против фашизма. Након ослобођења Кучева, Вељко је активно радио на формирању Среског народноослободилачког одбора, који је био формиран почетком септембра 1941. године.
Звишки партизански одред се није могао дуго задржати у Кучеву, па је 25. августа прешао у село Нересница. Како је одред у овим успешним акцијама нарастао на преко 50 бораца, одлучено је да се изврши напад на Голубац, у коме се налазила већа група жандарма повучених из околних села, као и наоружани цариници и финанси. Дан пре планираног напада, партизани су испред Голупца запленили један камион, на кога су поставили митраљез и са њим су сутрадан 28. августа извршили напад на град. Жандарми су се забарикадирали у згради жандармеријске станице, око које је била постављена блокада, али у току ноћи они су успели да пробију блокаду и побегну ка Пожаревцу. У центру града је била запаљена архива среског начелства и општинске управе, а потом одржан народни збор, након кога је у партизане ступило доста нових бораца па је Звишки одред нарастао на око 100 бораца. Немачке окупационе трупе су сутрадан интервенисале и заузеле Голубац, из кога су се партизани повукли.

### Командант одреда
На терену Окружног комитета КПЈ за Пожаревац, током августа 1941. године су била формирана три мања партизанска одреда — Звишки, Млавски у Ујевачки партизански одред. Пошто су ови одреди били мање јачине, попут партизанских чета, које су деловале у западној Србији, одлучено је да се од њих формира јединствени Пожаревачки партизански одред. Став да партизански одреди морају прерасти у чвршће и крупније војне јединице, био је и један од закључака донетих на саветовању Главног штаба НОП одреда Србије, одржаном половином септембра 1941. године у селу Дулене, код Крагујевца. Штаб Пожаревачког одреда био је формиран 18. септембра 1941. године и сачињавали су га — командант Вељко Дугошевић, политички комесар Чедомир Васовић, заменик команданта Живојин Поповић и одредски лекар др Бошко Вребалов. Непосредно пре формирања одреда, партизанске јединице са овог терена су у првој половини септембра, успеле да створе слободну територију и да 14. септембра ослободе Мајданпек.
Вељко је на свом терену успоставио сарадњу са четницима из Ујевачког четничког одреда и са њиховим командантом Леонидом Пљешковићем је 13. септембра потписао споразум о сарадњи. Заједно са четницима, Пожаревачки партизански одред је 20. септембра 1941. године ослободио Велико Градиште. Напад је био извршен у зору и након продора у град устаничке снаге су брзо разоружале жандарме и финансе, али се група Немаца утврдила у згради интерната. Пошто неколико неуспешних бомбашких напада, устаници су у поподневним часовима почели да ватрогасним шмрковима зграду поливају бензином па су се Немци предали. Тада је заплењена већа количина наоружања и муниције, а међу заробљеним немачким војницима је било седам официра. Након ослобођења, био је одржан велики народни збор и већи број људи је ступио у Пожаревачки одред. Одред се увече повукао из града, а у њему је остала мања посадна јединица. Сутрадан су у Велико Градиште ушле немачке јединице из Румуније, али пошто су биле малобројне и без техничке помоћи, оне су затражиле преговоре. Пошто су устаничке снаге одбиле преговоре, Немци су се повукли у Румунију, а град је био бомбардован. Јаче немачке снаге, уз подршку тенкова, сутрадан су кренуле из Румуније и након уласка у Градиште продужиле до Голупца.
Успеси партизанских снага на терену, приморали су немачку команду, која је очекивала нове нападе на градове, да посаду из Пожаревца пребаци у Костолац, а да посаду из Петровца на Млави повуче. Након немачког повлачења у граду су остали жандарми, који су како би спречили улазак партизана, у помоћ позвали четнике. Две чете Пожаревачког одреда су 29. септембра ушле у Петровац и разоружале жандарме, а са четницима је постигнут договор, након кога су они напустили град. Партизанске снаге су успеле да 2. октобра одбију напад немачких снага из Другог батаљона 741. пука и жандарма, који су се потом повукли ка Пожаревцу. Ослобођењем Петровца, он је постао центар партизанске слободне територије, која је заузимала скоро читав округ. Акцијама изведеним у селима у околини Пожаревца, партизанске снаге су све више угрожавале немачку посаду у овом граду, па је у очекивању напада у Пожаревцу било уведено „ванредно стање” — продужен је полицијски час, повећан број ноћних патрола и уведена строга контрола на прилазима граду. Такође, партизанске акције и препади на бродове су отежавали речни саобраћај на Дунаву, што је отежавало немачко снабдевање нафтом из Румуније. Крајем септембра Пожаревачком одреду се прикључила већа група омладинаца из Пожаревца и околине, од које је била формирана Пета чета, која је понела име Васе Пелагића. У овом периоду одред под Вељковом командом је имао укупно осам чета са око 800 бораца. Политички комесар Друге чете била је Вељкова супруга Наталија Дугошевић.
Почетком октобра 1941. године, чете Пожаревачког одреда су биле груписане око Пожаревца, као и на простору Мајданпека, Млаве и Хомоља. Обезбеђујући слободну територију оне су готово свакодневно вршиле акције и диверзије. Почетком октобра био је срушен мост на железничкој прузи Пожаревац—Кучево, а сличне акције су поновљене половином и крајем месеца. Запоседајући села у околини Пожаревца и Костолца, партизани су угрожавали посаде у овим местима. Како би спречила евентуални напад на своје гарнизоне, немачка команда је наредила бомбардовање појединих ослобођених места, а 9. октобра је ка селу Кличевцу упутила два камиона Немаца и жандарма, под заштитом једног тенка, али су партизани ове снаге присилили на повлачење. Након овог пораза немачке снаге се нису усуђивале да напуштају Пожаревац и Костолац, али је бомбардовање било настављено. Партизани су извршили евакуацију из већине места која су била бомбардована, тако да није било жртава, а народ огорчен бомбардовањима се у све већем броју пријављивао за одлазак у партизане. У време борби око Пожаревца, Штаб одреда је две чете упутио ка Жагубици, али су њих код села Буковска напали припадници Крајинског четничког одреда. У краћој борби партизани су успели да разбију четнике и заробе њиховог војводу Воју Трибођанина, који се правдао да је со сукоба дошло услед неспоразума. Партизанске снаге су ушле у Жагубицу 9. октобра, али су су им четници Драже Михаиловића послали ултиматум да напусте град, а након одбијања захтева дошло је до сукоба у коме су бројнији четници потиснули партизане из Хомоља.
Општи напад окупаторско-квислиншких снага на Пожаревачки партизански одред, почео је крајем октобра 1941. године најпре преко ресавског и моравског среза, који су држале чете из Другог шумадијског партизанског одреда. Под притиском јаких снага Српске државне страже из правца Свилајнца, Ресавска и Моравска чета су се повукле на територију Пожаревачког одреда. Одред се током октобра стално повећавао, а након доласка ове две чете, број чета у одреду се повећао на 12 са укупно око 1.200 бораца. Напад немачких снага, помогнутих недићевцима и четницима, на слободну територију Пожаревачког одреда отпочео је 27. октобра нападом на Мајданпек. Након целодневне борбе, партизани су се повукли ка Ујевцу, а сутрадан 28. октобра недићевско-љотићевске снаге су успеле да се пробију од Свилајнца и заузму Петровац на Млави. Све ове акције биле су подржане нападима немачке авијације, као и бомбардовањем слободне територије. Напад на партизане наставио се продирањем четника и жандарма из Пожаревац према Стигу, као и продором припадника Српског добровољачког корпуса према Великом Градишту. Након пада Мајданпека и Петровца, одржан је заједнички састанак Окружног комитета КПЈ и Штаба Пожаревачког одреда на коме је одлучено да се слободна територија брани на правцу Војула—Нересница и да се поново ослободи Петровац. Напад на Петровац био је извршен 5. новембра и након два дана борби он је био поново ослобођен.

### Погибија
Почетком новембра 1941. године, након доласка 342. пешадијске дивизије у Ваљево, у Пожаревац су били пребачени делови 704. пешадијске дивизије, где су заједно са јединицама 724. пука из 714. дивизије отпочели офанзиву на слободну територију Пожаревачког партизанског одреда. Овим немачким снагама, био је подређен и већи број локалних квислиншких јединица Српске државне страже (недићевци) и Српског добровољачког корпуса (љотићевци), као и четника Косте Пећанца. Напад на партизане отпочео је 12. новембра 1941. године нападима недићеваца код села Забрђа и Панкова. Након тога, недићевско-љотићевске снаге су успеле да заузму Петровац на Млави и да се пробију до Кучева. Пошто су партизанске снаге, раније биле подељене и упућене на „фронт” према Стигу и Хомољу, у Кучеву је увече 15. новембра био одржан састанак Окружног комитета и Штаба Пожаревачког одреда на коме је одлучено да се изврши евакуација из града, јер се није могло рачунати на јаче снаге за одбрану.
Напад на Кучево отпочео је 16. новембра, а град су бранили малобројни припадници обезбеђења Штаба одреда, као и нешто четника под командом Леонида Пљешковића. Иако малобројна, одбрана је успела да пружа отпор око четири часа, али након напада кучевских четника из позадине, морали су се повући. Приликом повлачења према Нересници, погинуло је 11 бораца. Вељко Дугошевић је потом у Нересници одржао састанака са четничким капетаном Предрагом Марковићем, коме је била предата архива одреда, коју је он склонио на четничку територију. Заједно са собом, капетан је према манастиру Горњаку повео и групу партизанки, које су у Кучеву радиле у Штабу одреда. Из Нереснице су били упућени курири у Стиг са задатком да обавесте партизанске чете о непријатељском продору ка Кучеву. Очекујући долазак чета, Штаб одреда се са 15 партизана и 10 четника Леониде Пљешковића задржао неколико дана на простору Гложане—Нересница—Волуја.
Дана 18. новембра 1941. године на месту званом Жемање, у близини села Нереснице, Штаб одреда је био опкољен и нападнут од триста четника Косте Пећанца и припадника Српске државне страже. Након једночасовног пушкарања, Вељко је наредио да се група партизана повуче, а он је остао да им штити одступницу. Својим „шмајсером”, који је заробио у борбама са Немцима у Великом Градишту, успешно је штитио одступницу својим борцима. Када се придигао, како би се и сам повукао, био је смртно погођен у груди. Поред Вељка, овом приликом су погинула и двојица партизанских бораца, као и Милица Пљешковић, супруга Леонида Пљешковића.
Погибија Вељка Дугошевића помиње се у извештају пуковника Љубе Бабића (право име Алфред фон Шиндлер) команданта Великоморавске групе одреда Српске државне страже:
| „ | 18. новембра о. г. великоморавска група, ухвативши везу са четничким војводама на терену и мајором Пилетићем, наставила је чишћење терена у околини Кучева. Наши одреди опколили су Гложане, североисточно од Нереснице, где се налазио Штаб комунистичких банди, са њиховим командантом за источну Србију Дугошевић Вељком, учитељем. Према извештају мајора Пилетића њему се предао Пљешковић Леонида, коме ће бити одмах пресуђено. Мајор Пилетић налази се са својим људима у Горњаку. Комунистичке банде су разбијене на свим местима. | ” |

Након погибије, тела Вељка Дугошевића и Милице Пљешковић су била пренета у Кучево, где су заједно са телом погинуле партизанке Милице Марковић Луле, била изложена у дворишту зграде Среског начелства. Његови посмртни остаци су касније пренети и сахрањени на Новом гробљу у Кучеву, где му је касније подигнут споменик. У време Вељкове погибије, његова супруга Наталија Дугошевић се налазила у Малом Црнићу са својом Другом четом, чији је била политички комесар. Њену чету су успели да разбију припадници Српске државне страже, али је она потом окупила преостале борце и поново заузела Мало Црниће. Крајем новембра, заједно са тројицом партизана, Наталију су на превару ухватили четници и предали Немцима у Пожаревцу. Касније је била спроведена у Београд, у логор на Бањици, где је остала до 5. марта 1942. године, када је стрељана на стрелишту у Јајинцима.

## Народни херој
Одлуком Председништва Антифашистичког већа народног ослобођења Југославије (АВНОЈ), а на предлог маршала Југославије Јосипа Броза Тита, на дан капитулације Трећег рајха 9. маја 1945. године за осведочена херојска дела на бојном пољу Вељко Дугошевић проглашен је за народног хероја Југославије. Истом одлуком, за народне хероје су проглашени и други организатори устанка у Србији — Милан Благојевић Шпанац, Бранко Крсмановић, Милинко Кушић, Вукица Митровић, Ратко Павловић Ћићко и Ђуро Стругар.
Његово име данас носи 40 улица на територији Републике Србије, а неке од њих се налазе у — Београду, Голупцу, Зајечару, Костолцу, Петровцу на Млави, Пожаревцу, Руми, Смедереву и др. Такође, његово име носи и неколико основних школа у Београду и Руми, као и селима — Браничеву, код Голупца; Ранилугу, код Гњилана и Турији, код Кучева. Основна школа у Београду, на Звездари његово име носи од 1951. године Основна школа у Руми, чији је некада био ђак, Вељково име носи од 1953. године. Основна школа у Браничеву његово име носи од 1961. године. Основна школа у Турији његово име носи од 1968. године. Основна школа у Ранилугу, у којој је некада радио, Вељково име носи од 1978. године. Вељково име носила је од 1956. до 2002. године и основна школа у Пожаревцу, када јој је промењен назив у ОШ „Краљ Александар I“. Такође, његово име носе Народна библиотека у Голупцу и Центар за културу у Кучеву.
Вељку Дугошевићу је подигнуто неколико спомен-обележја. Спомен-биста Вељка Дугошевића, рад вајара Димитрије Парамендића, постављена је 1959. године у дворишту основне школе на Звездари, док је спомен-биста, рад вајара Вање Радауша постављена 1969. године испред основне школе у Руми. Године 1978. испред зграде тадашње Педагошке академије у Сомбору постављене су спомен-бисте тројице народних хероја бивших ученика некадашње Учитељске школе у Сомбору — Вељка Дугошевића, Душана Вукасовића и Жарка Зрењанина, рад вајара Јована Солдатовића. Спомен-бисте Вељка Дугошевића постављене су у центру Кучева и у кругу касарне у Пожаревцу, која је носила његово име. У центру Кучева, испред Центра за културу, постављен је споменик Вељку Дугошевићу. Место Вељкове погибије, такође је обележено спомеником.